# Sega CD
El Sega CD, también conocido como el Mega-CD en la mayoría de las regiones fuera de América del Norte, es un periférico basado en tecnología de lectura de disco compactos y diseñado para ser vinculado a la consola de videojuegos Sega Genesis, producida por Sega como parte de la cuarta generación de videoconsolas. Lanzado originalmente en noviembre de 1991, llegó a Norteamérica a fines de 1992 y al resto del mundo en 1993. El Sega CD reproduce juegos basados en CD y agrega funcionalidad de hardware, como una CPU más rápida y un chip gráfico personalizado para una rotación y escalado de sprites mejorados. También puede reproducir CD de audio y discos CD+G.
Sega buscó igualar las capacidades del sistema PC Engine CD-ROM² de la competencia, razón por la cual agregó una CPU adicional y un chip de gráficos personalizado. Se asociaron con JVC para diseñar el Sega CD. Temerosa de las filtraciones, Sega se negó a consultar con Sega of America hasta que se completara el proyecto; Sega of America ensambló partes de unidades ficticias para obtener una unidad funcional. El periférico fue rediseñado varias veces por Sega y terceros autorizados.
El principal beneficio de la tecnología de CD en ese momento fue una mayor capacidad de almacenamiento; los discos compactos ofrecieron aproximadamente más de 320 veces el espacio que solían tener los cartuchos del Genesis. Este beneficio se manifestó en forma de películas interactivas mediante técnicas de FMV, y un buen ejemplo de ello es el controvertido Night Trap, el cual se convirtió en uno de los focos de atención de las audiencias del Senado de EE. UU. en 1993 sobre cuestiones de violencia y clasificaciones por edades en los videojuegos.
El catálogo de juegos del Sega CD presentan algunos aclamados como Sonic CD, Lunar: The Silver Star, Lunar: Eternal Blue, Popful Mail y Snatcher, pero también muchos ports de Genesis y juegos FMV mal recibidos. Solo se vendieron 2,24 millones de unidades del Sega CD, después de lo cual Sega lo suspendió para centrarse en Sega Saturn. La recepción retrospectiva ha sido mixta, con elogios por algunos juegos y funciones, pero críticas por su falta de juegos profundos y su alto precio. El escaso apoyo de Sega al Sega CD ha sido criticado como el comienzo de la devaluación de su marca. 

## Historia

### Trasfondo
Lanzada en 1988, la Sega Genesis —conocida como Mega Drive en la mayoría de los territorios fuera de Norteamérica— fue la entrada de Sega a la cuarta generación de consolas de videojuegos. A principios de la década de 1990, el director ejecutivo de Sega of America, Tom Kalinske, ayudó a que la consola fuera un éxito al reducir el precio, desarrollar juegos con un nuevo equipo estadounidense, continuar con campañas publicitarias agresivas y vender Sonic the Hedgehog junto con la consola.
A su vez, los discos compactos (CD) se estaban convirtiendo en un nuevo medio de almacenamiento para música y videojuegos. NEC había sido el primero en utilizar la tecnología de CD en una consola de videojuegos con su complemento CD-ROM² System en 1988 en Japón —lanzado en Norteamérica como TurboGrafx-CD al año siguiente—, vendió 80 000 unidades en seis meses. El mismo año, Nintendo anunció una asociación con Sony para desarrollar un periférico CD-ROM de Super Nintendo. Commodore International lanzó la CD-TV, la primera computadora en incorporar una unidad lectora de CD-ROM de serie, a principios de 1991. Philips sacó al mercado la CD-i también ese año. Según Nick Thorpe de Retro Gamer, si Sega no desarrollaba un sistema de juegos en CD-ROM, iba a recibir críticas de los inversores y observadores.

### Desarrollo
Poco después del lanzamiento del Genesis, los laboratorios de investigación y desarrollo de productos de consumo de Sega, dirigidos por el gerente Tomio Takami, recibieron la tarea de crear un complemento que hiciera uso del CD-ROM. Originalmente, se tenía la intención de igualar las capacidades del TurboGrafx-CD, pero con el doble de RAM. Además de los tiempos de carga relativamente cortos, el equipo de Takami planeó implementar una escala y rotación de hardware similar a la de los juegos arcade de Sega, que requerían un procesador de señal digital dedicado. Un chip de gráficos personalizado implementaría estas funciones, junto con uno de sonido adicional fabricado por Ricoh. Según Kalinske, Sega era ambiciosa sobre lo que haría la tecnología CD-ROM para los videojuegos, con su potencial para «gráficos de películas», «sonido de concierto de rock and roll» y animación 3D.
Sin embargo, se realizaron dos cambios importantes hacia el final del desarrollo que aumentaron drásticamente el precio del complemento. Debido a que la CPU Motorola 68000 del Genesis era demasiado lenta para manejar las nuevas capacidades gráficas del Sega CD, se incorporó una CPU 68000 adicional. Esta segunda CPU tiene una velocidad de reloj de 12,5 MHz, más rápida que la CPU de 7,67 MHz del Genesis. En respuesta a los rumores de que NEC planeó una actualización de memoria para llevar la RAM de TurboGrafx-CD de 0,5 Mbit a entre 2 y 4 Mbit, Sega aumentó la RAM disponible de Sega CD de 1 Mbit a 6 Mbit. Esto resultó ser un desafío técnico, ya que la velocidad de acceso a la RAM del CD de Sega inicialmente era demasiado lenta para ejecutar los programas de manera efectiva, y los desarrolladores tuvieron que concentrarse en aumentar la velocidad. El costo estimado del dispositivo aumentó a US$370, pero la investigación de mercado convenció a los ejecutivos de Sega de que los consumidores estarían dispuestos a pagar más por una máquina de última generación. Sega se asoció con JVC, que había estado trabajando con Warner New Media para desarrollar un reproductor de CD bajo el estándar CD+G.
Sega of America no fue informado de los detalles del proyecto hasta mediados de 1991. A pesar de haber recibido documentos técnicos preliminares a principios de año, la división estadounidense no recibió una unidad funcional para probar. Según el exproductor ejecutivo Michael Latham, «Cuando trabajas en una empresa multinacional, hay cosas que van bien y otras que no. No querían enviarnos unidades de CD de Sega que funcionaran. Querían enviarnos tontos y no nos enviaron las unidades de CD en funcionamiento hasta el último minuto porque estaban preocupados por lo que haríamos con él y si se filtraría. Fue muy frustrante».
Latham y el vicepresidente de licencias de Sega of America, Shinobu Toyoda, ensamblaron un CD de Sega en funcionamiento adquiriendo una ROM para el sistema e instalándola en una unidad ficticia. El personal estadounidense estaba frustrado por la construcción de Sega CD. El exproductor sénior Scot Bayless dijo: «[Fue] diseñado con una unidad de CD de audio económica para el consumidor, no con un CD-ROM. Bastante tarde en el período previo al lanzamiento, los equipos de control de calidad comenzaron a tener problemas graves con muchas de las unidades, y cuando digo graves, me refiero a las unidades literalmente estallando en llamas. Trabajamos todo el día, tratando de detectar la falla en progreso, y después de aproximadamente una semana finalmente nos dimos cuenta de lo que estaba sucediendo». Dijo que los problemas se debían a la necesidad de que los juegos usaran más datos de búsqueda de tiempo de los que la unidad de CD estaba diseñada para proporcionar.

### Lanzamiento
Ya en 1990, las revistas de videojuegos hablaban sobre una expansión de CD-ROM para la Genesis. Sega anunció el lanzamiento del Sega CD en Japón a fines de 1991; se presentó al público en el Tokyo Toy Show de 1991, con una recepción positiva por parte de la crítica, y en el Consumer Electronic Show en Chicago a mediados de 1991. En Estados Unidos se anunciaría recién en 1992 en el Consumer Electronics Show de Chicago a mediados de 1991. Fue lanzado en Japón el 12 de diciembre de 1991, con un precio inicial de 49 800 yenes. Aunque el Sega CD, de salida, vendió rápidamente, al haber pocas personas con una Genesis en Japón, significó una disminución en las ventas a futuro. En sus primeros tres meses, se contaba con 200 000 unidades vendidas, pero solo conseguiría duplicar ese número durante los siguientes tres años. El desarrollo de juegos third-party también se vio afectado debido a que Sega demoró mucho en lanzar kits de desarrollo de software. Otros factores que afectaron las ventas incluyeron el alto precio de lanzamiento en Japón y al contar con solo dos juegos disponibles en el lanzamiento; teniendo apenas cinco títulos publicados por Sega durante el primer año.

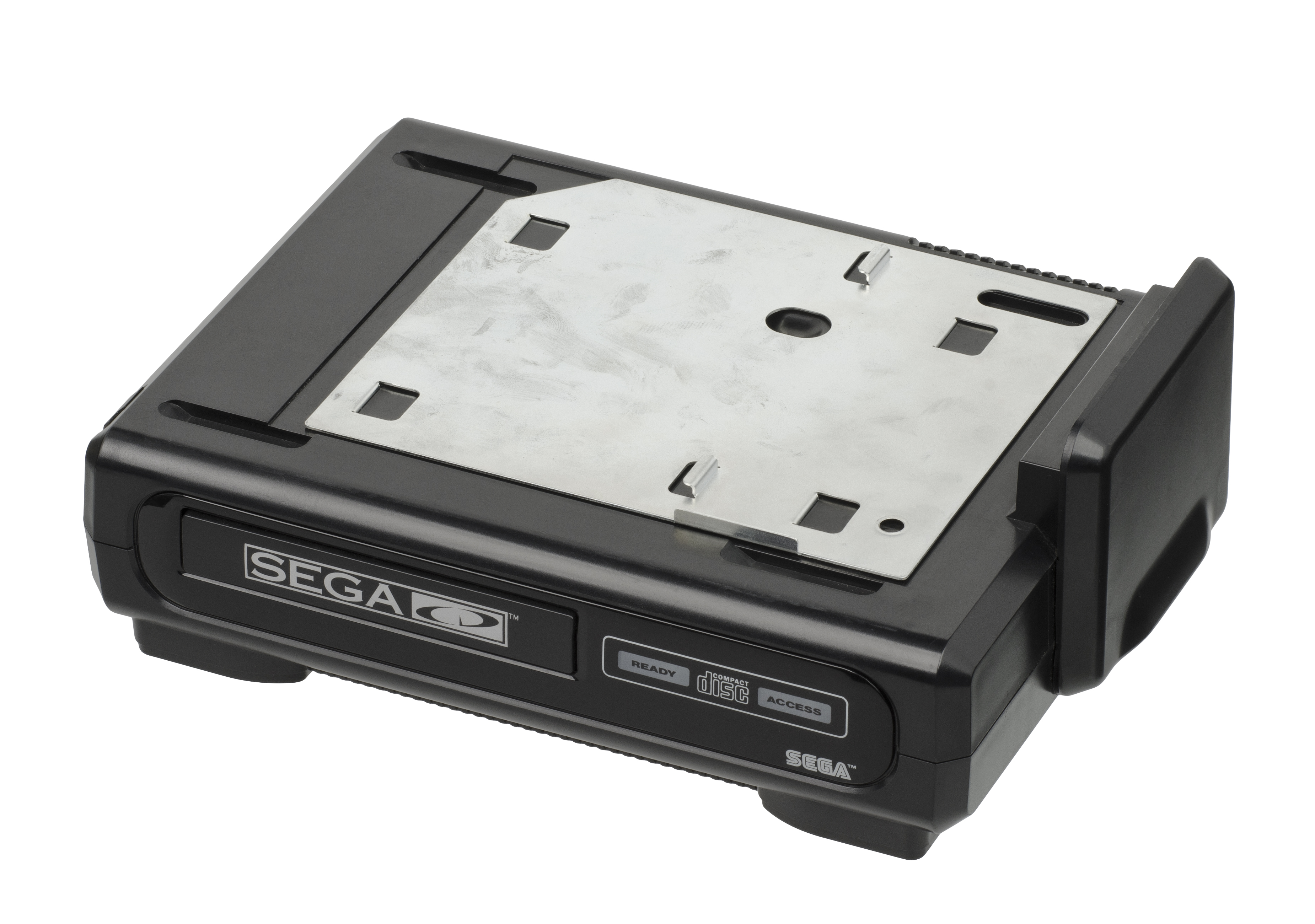
El primer modelo de Sega CD sin una unidad Genesis anexada. La placa de unión de acero se incluyó para actuar como blindaje de RF entre el CD y el hardware de la consola

Sega CD se lanzó en Estados Unidos el 15 de octubre de 1992, con un precio minorista de 299 dólares. La publicidad incluía uno de los lemas de Sega, «Welcome to the Next Level». Aunque sólo 50 000 unidades estaban disponibles en el lanzamiento, debido a problemas de producción, Sega CD vendió más de 200 000 unidades a finales de 1992 y 300 000 en julio de 1993. Como parte de las ventas de Sega, Blockbuster compró unidades para alquilarlas en sus tiendas. Sega of America enfatizó que el espacio de almacenamiento adicional de Sega CD permitía juegos FMV, lo que llevó a Digital Pictures a convertirse en un socio importante para la compañía. Después de la competencia inicial entre Sega y Nintendo para desarrollar un complemento basado en discos compactos, Nintendo canceló el desarrollo del suyo para SNES, rompiendo lazos con Sony, pero cedió algunas patentes para la CD-i de Philips.
El Mega-CD se lanzó en Europa en abril de 1993, comenzando en el Reino Unido el 2 de abril a un precio de 269.99 libras. La versión europea incluía los juegos Sol-Feace y Cobra Command junto con la consola, además de venir con un CD recopilatorio de cinco juegos del Mega Drive. Inicialmente, solo 70 000 unidades estaban disponibles en el Reino Unido; para agosto de 1993 se vendieron 60 000 unidades. En Australia se lanzó en marzo de 1993. La empresa brasileña de juguetes Tectoy lanzó el periférico en Brasil en octubre de 1993, usando el nombre Sega CD a pesar de que allí la consola era conocida como Mega Drive.
Sega lanzó un segundo modelo, el Sega CD 2 —Mega-CD 2—, el 23 de abril de 1993 en Japón. Apareció en Estados Unidos varios meses después, junto con uno de los juegos más vendidos del Sega CD, Sewer Shark. Fue diseñado para reducir los costes de fabricación del periférico, siendo un modelo más pequeño, además de no utilizar una bandeja de disco motorizada. Se desarrolló una cantidad limitada de juegos para el Sega CD, junto con el 32X, lanzado en noviembre de 1994.

### Controversia deNight Trap
El 9 de diciembre de 1993, el Congreso de los Estados Unidos inició audiencias sobre la violencia en los videojuegos y la comercialización de videojuegos violentos para niños. Night Trap, un juego de aventuras FMV de Digital Pictures, estuvo en el centro del debate. El título llamó la atención del senador estadounidense Joe Lieberman, quien dijo: «[El videojuego] termina con la escena de una mujer en lencería siendo atacada en su baño. Sé que el creador del juego dijo que todo estaba destinado a ser una sátira de Drácula; pero, no obstante, pensé que enviaba el mensaje equivocado». La investigación de Lieberman concluyó, en su momento, que el jugador promedio de videojuegos tiene entre siete y doce años y que los desarrolladores promocionan la violencia hacia los niños.
En el Reino Unido, Night Trap se discutió en el parlamento. El exdirector de desarrollo de Sega Europa, Mike Brogan, señaló que la entrega le dio publicidad a Sega y ayudó a reforzar su imagen de una «compañía vanguardista con actitud». A pesar del aumento de las ventas, Sega decidió relanzar Night Trap con una serie de cambios en 1994. Después de las audiencias del Congreso, los fabricantes de videojuegos se unieron en 1994 para establecer un sistema de calificación unificado, el Entertainment Software Rating Board.

### Declive
A fines de 1993 las ventas del Sega CD se habían estancado en Japón y estaban desacelerando en los Estados Unidos. En Europa las ventas de los juegos fueron superadas por los del Amiga CD32. Las consolas basadas en CD más nuevas, como la 3DO Interactive Multiplayer, dejaron al Sega CD técnicamente obsoleto, lo que redujo el interés del público. Menos de un año después del lanzamiento del periférico en América y Europa, los medios informaron de que Sega ya no aceptaba propuestas de desarrollo interno para el Mega-CD en Japón. Para 1994 se habían vendido 1.5 millones de unidades en los Estados Unidos y 415 000 en Europa. Kalinske culpó al alto precio por limitar su mercado potencial; Sega intentó aumentar las ventas en occidente incluyendo más juegos junto con el periférico, con algunas versiones que incluían hasta cinco títulos.
A principios de 1995 Sega cambió su enfoque, centrándose en su nueva consola Sega Saturn; suspendió la publicidad para la Genesis, incluido el Sega CD. Finalmente el periférico fue descontinuado en el primer trimestre de 1996, alegando que la compañía quería concentrarse en menos dispositivos y que el Sega CD no podía competir debido a su alto precio y su tecnología obsoleta. Según Thorpe, el hardware alcanzó su precio óptimo en 1995, momento en el que los clientes preferían esperar por consolas nuevas. Los últimos juegos programados para el Sega CD, adaptaciones de Myst y Brain Dead 13, fueron cancelados. Se vendieron 2.24 millones de unidades en todo el mundo.

## Especificaciones técnicas

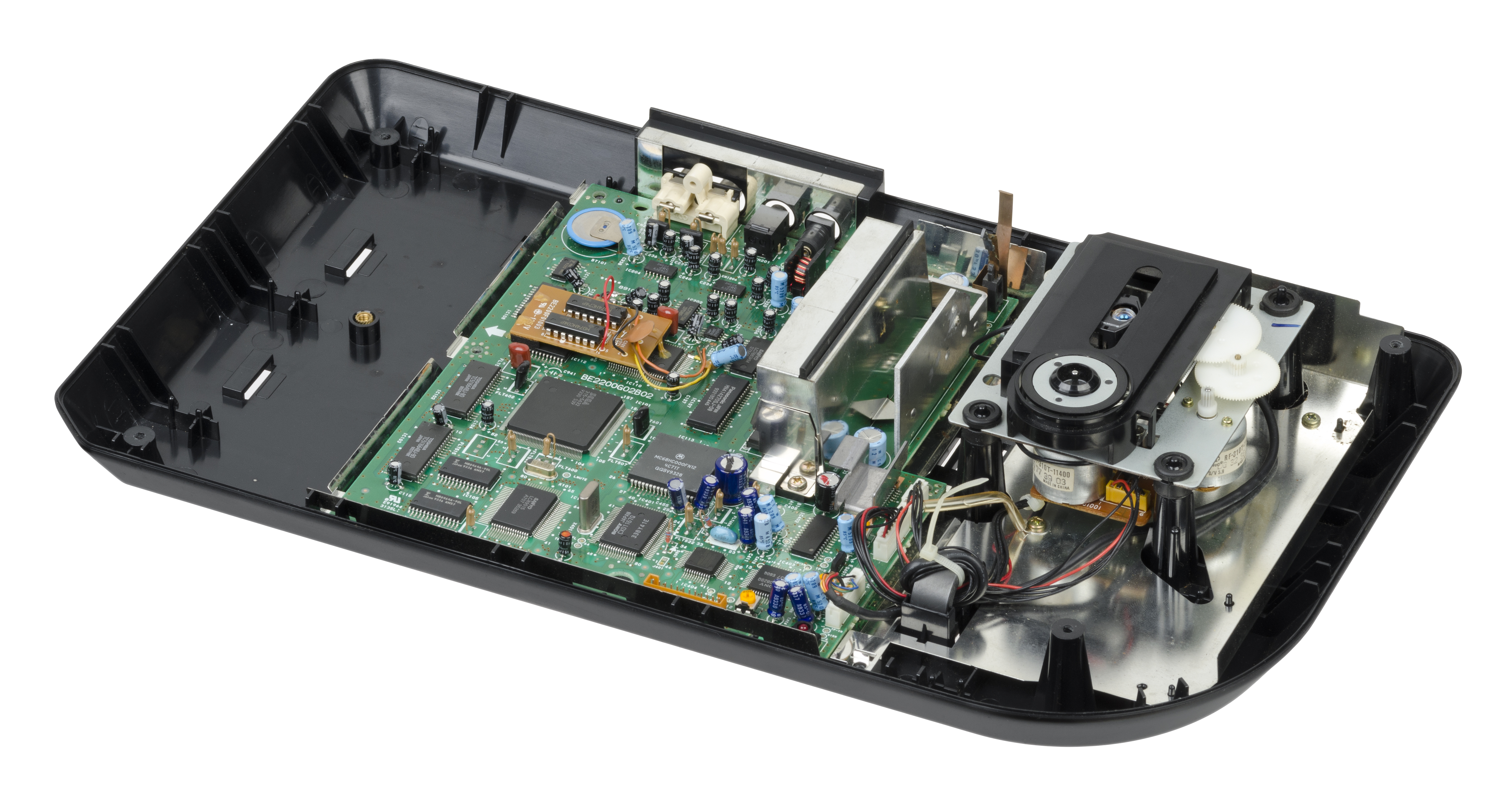
Placa madre y lector de discos ensamblados en una carcasa de Sega CD 2

El Sega CD solo se puede usar junto con un Sega Genesis, conectándolo a través de una ranura de expansión en el lateral de la consola principal. Requiere su propia fuente de alimentación. Una característica central del Sega CD es el aumento en el almacenamiento de datos debido a que sus juegos son CD-ROM; mientras que los cartuchos ROM de la época normalmente contenían de 8 a 16 megabits de datos, un disco CD-ROM puede contener más de 640 megabytes, más de 320 veces el almacenamiento de un cartucho. Este aumento permite que el periférico reproduzca juegos FMV. Además de correr su propio catálogo de juegos en formato CD-ROM, el Sega CD también puede reproducir discos compactos y discos CD+G de karaoke; incluso se puede usar junto con el 32X para reproducir juegos de 32 bits. El segundo modelo, también conocido como Sega CD 2, incluye una placa de unión de acero para atornillar en la parte inferior del Genesis; el periférico no solo funciona con el segundo modelo de la consola, para el cual está pensado, sino que también con el modelo original.
La CPU principal del Sega CD es un procesador Motorola 68000 de 12.5 MHz de 16 bits, que funciona 5 MHz más rápido que el procesador del Genesis. Contiene 1 Mbit de ROM de arranque asignado para el BIOS del CD de los juegos, el software del reproductor de CD y la compatibilidad con discos CD+G. Se asignan 6 Mbit de RAM a datos para programas, imágenes y sonidos; 128 Kbit para la memoria caché de datos de CD-ROM; y 64 Kbit adicionales para la memoria de respaldo. Se vendió por separado un cartucho con memoria de respaldo adicional con 1 Mbit de RAM, lanzado cerca del final de la vida útil del sistema. El chip gráfico es un ASIC personalizado, el cual puede funcionar de manera similar al Modo 7 de SNES, pero con la capacidad de manejar más objetos al mismo tiempo. El audio se reproducía a través del chip Ricoh RF5C164. Sega CD puede reproducir sonido estéreo de forma nativa; se requiere enchufar un conector RCA entre la salida para auriculares de la Genesis y el puerto de entrada posterior del periférico. Esto no es necesario para el segundo modelo de la consola. Sega lanzó un accesorio adicional para el karaoke, que incluye una entrada de micrófono y varios controles de sonido.

## Modelos
|                                        |                                      |                     |
| Genesis y Sega CD (modelos originales) | Genesis y Sega CD (segundos modelos) | Genesis CDX         |
|                                        |                                      |                     |
| Victor Wondermega RG-M1                | Victor Wondermega RG-M2              | Pioneer LaserActive |

Se lanzaron varios modelos del Sega CD. El original usaba una bandeja de disco motorizada, donde se ingresaban los CD desde el frente, el periférico se instalaba por debajo del Genesis. El segundo fue rediseñado para posicionarse al lado de la consola, cambiando la bandeja por una de carga manual. Sega también lanzó la Sega CDX, una combinación entre la Genesis y la Sega CD, con funcionalidad adicional como reproductor de CD portátil.
Otras empresas también crearon modelos, estos, al igual que la CDX, eran una combinación entre la consola y el periférico. JVC, trabajando con Sega, lanzó el Wondermega el 1 de abril de 1992 en Japón; contaba con un audio de alta calidad. La consola fue rediseñada por la misma empresa y relanzada como X'Eye en Estados Unidos en septiembre de 1994. Su alto precio lo mantuvo fuera del alcance de los consumidores promedio. Pioneer Corporation lanzó la LaserActive; podía reproducir juegos de Sega CD y Genesis si se la equipa con el accesorio, desarrollado por Sega, Mega-LD. La consola estaba posicionada para competir con el 3DO Interactive Multiplayer, pero el sistema junto con el accesorio, al igual que la consola anterior, tenían un precio demasiado alto. Aiwa lanzó el CSD-GM1, su principal diferencia era que esta venía integrada en un radiocasete; salió solo en Japón en 1994.

## Juegos
El Sega CD es compatible con una biblioteca de más de 200 juegos creados por Sega y otros editores. También se lanzaron seis títulos de Sega CD en versiones que usaban los complementos Sega CD y 32X.
Entre los juegos lanzados para Sega CD bien considerados se incluyen a Sonic CD, Lunar: The Silver Star, Lunar: Eternal Blue, Popful Mail, y Snatcher, así como también el controversial Night Trap. Aunque Sega creó Streets of Rage para competir contra el port de SNES de Final Fight, el Sega CD recibió una versión mejorada de Final Fight que ha sido elogiada por su mayor fidelidad al arcade original. Eternal Champions: Challenge from the Dark Side se destacó por su impresionante uso del hardware del Sega CD, así como por su contenido violento. En particular, Sonic CD obtuvo elogios por sus gráficos y su juego de viaje en el tiempo, que mejoró la fórmula tradicional de Sonic. El Sega CD también recibió ports mejorados de juegos del Genesis, incluidos Batman Returns y Ecco the Dolphin.
El catálogo del Sega CD incluye varios juegos FMV. La calidad de FMV era inferior al estándar en el Sega CD debido a un software de compresión de video deficiente y una paleta de colores limitada, y el concepto nunca se hizo popular entre el público. Según el fundador de Digital Pictures, Tom Zito, la paleta de colores limitada de Sega CD creaba «una apariencia granulada horrible». Del mismo modo, la mayoría de los ports de Genesis para Sega CD presentaban secuencias FMV adicionales, niveles adicionales y audio mejorado, pero por lo demás eran idénticos a su lanzamiento del Genesis. La calidad de video en estas secuencias ha sido criticada como comparable a una cinta de VHS antigua.
Dada la gran cantidad de juegos FMV y versiones de Genesis, la biblioteca de juegos del Sega CD ha sido criticada por su falta de profundidad. Kalinske sintió que esta era una crítica válida y que, si bien era útil para lanzar colecciones de juegos, «simplemente hacer juegos de cartuchos en un CD-ROM no era un paso adelante». Según Thorpe, los juegos de Sega CD no mostraron suficiente avance para justificar el precio de la consola para la mayoría de los consumidores. Sintió que los juegos FMV, dirigidos a jugadores más casuales, no eran suficientes para satisfacer a los jugadores más experimentados.

## Recepción y legado

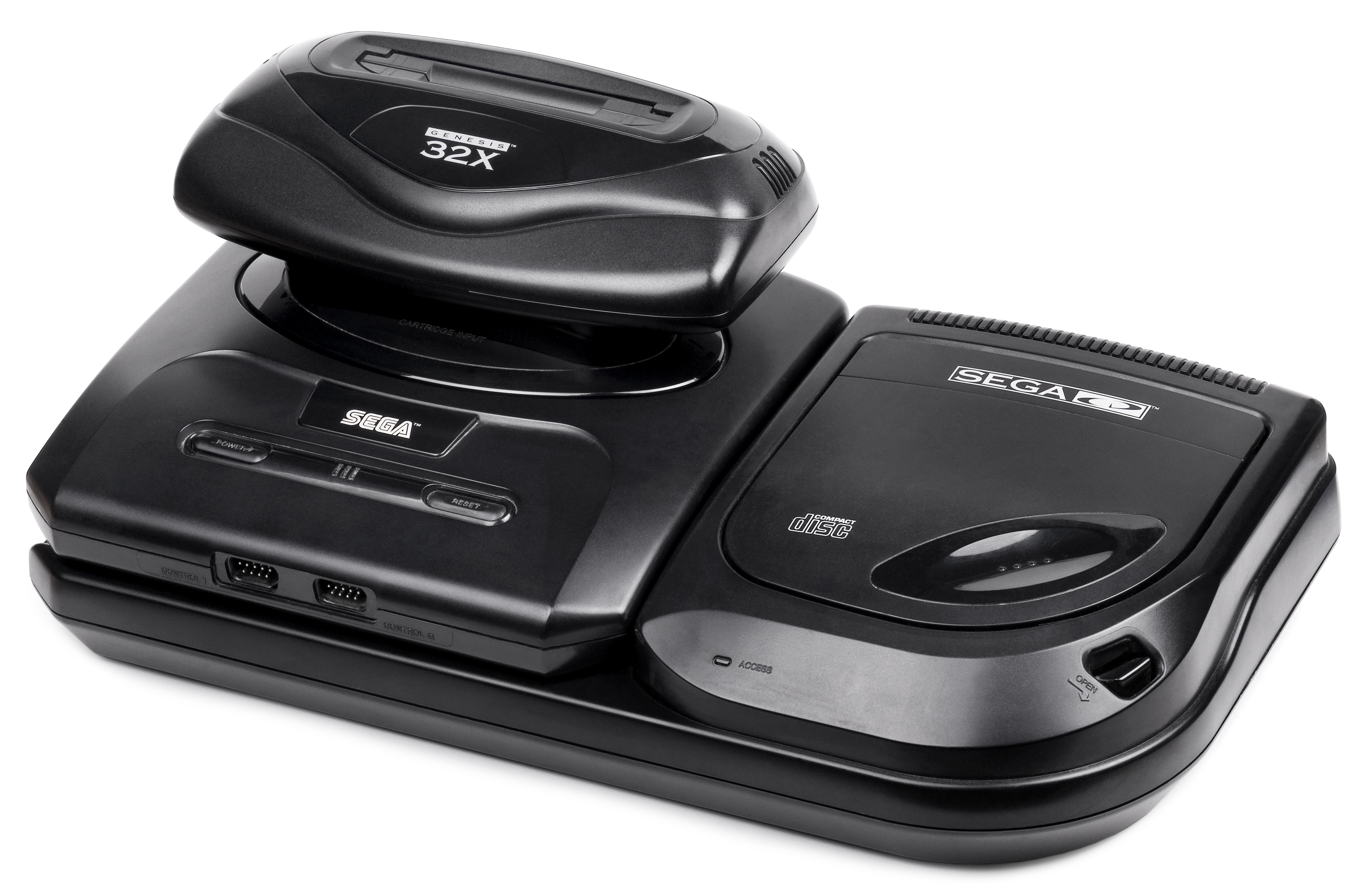
El segundo modelo de Sega CD anexado al segundo modelo de Genesis con un Sega 32X vinculado. Cada dispositivo requiere su propia fuente de alimentación

Cerca del momento de su lanzamiento, el Sega CD fue premiado como Mejor Nuevo Periférico en 1992 por Electronic Gaming Monthly. Cuatro reseñas separadas calificaron el complemento con 8, 9, 8 y 8 de 10; los revisores citaron sus actualizaciones al Genesis, así como su biblioteca de juegos de alta calidad y en expansión. En 1995, cuatro revisores de Electronic Gaming Monthly lo calificaron con 5 de 10, citando su biblioteca de juegos limitada y calidad de video deficiente. GamePro citó los mismos problemas y señaló que muchos juegos eran versiones simples de juegos de cartucho con mejoras mínimas; concluyó que el Sega CD era simplemente «un gran dispositivo de memoria con sonido de CD» en lugar de una actualización significativa. Le dieron un «pulgar de lado» y recomendaron que los fanáticos del Genesis compraran un SNES antes de considerar un Sega CD. En una revisión cruzada especial de Game Machine en mayo de 1995, Famicom Tsūshin calificó el Mega-CD japonés 2 17 de 40.
La recepción retrospectiva del Sega CD ha sido mixta, elogiando ciertos juegos, pero criticando su relación calidad-precio y actualizaciones limitadas sobre el Genesis. Según GamePro, Sega CD es la séptima consola de menor venta; el crítico Blake Snow escribió: «El problema era triple: el dispositivo era caro a $299, llegó tarde en el ciclo de vida de 16 bits y no hizo mucho (si es que hizo algo) para mejorar la experiencia de juego». Sin embargo, Snow sintió que Sega CD tenía el mejor juego de Sonic en Sonic CD. Levi Buchanan de IGN criticó la implementación de la tecnología de CD por parte de Sega, argumentando que no ofrecía nuevos conceptos de juego. Jeremy Parish de USgamer escribió que Sega no fue la única empresa de la época que «enturbió sus aguas» con un complemento de CD y destacó algunas «joyas» del sistema, pero que «los beneficios que ofrece Sega CD tenían que equilibrarse con el hecho de que el complemento más que duplicó el precio (y la complejidad) del [Genesis]». En un artículo separado para 1Up.com, Parish elogió la expansión del valor de Sega CD a Genesis. Escribiendo para Retro Gamer, Damien McFerran citó varias razones para las ventas limitadas del Sega CD, incluido su precio, la falta de mejoras significativas para el Genesis y el hecho de que no era una consola independiente. El escritor de Retro Gamer, Aaron Birch, defendió el Sega CD como «adelantado a su tiempo» y dijo que los desarrolladores de juegos no habían logrado alcanzar el potencial de la tecnología de CD.
El escaso apoyo de Sega al Sega CD ha sido criticado como el primer paso en la devaluación de la marca Sega. Escribiendo para IGN, Buchanan dijo que el Sega CD, lanzado sin una sólida biblioteca de juegos, «parecía un movimiento extraño y desesperado, algo diseñado para atrapar algo de tinta, pero sin ninguna estrategia real pensada. Los propietarios del Genesis que invirtieron en el periférico quedaron profundamente decepcionados, lo que indudablemente ayudó a amargar a los no fanáticos de la marca». En GamePro, Snow escribió que el Sega CD fue el primero de varios sistemas Sega con un soporte deficiente que dañó el valor de la marca y, en última instancia, condujo a la salida de Sega del mercado de hardware. Thorpe escribió que, si bien era posible que Sega hubiera ignorado la falla de Sega CD, la falla de la misma y del 32X juntos dañó la fe en el soporte de Sega para sus plataformas.
El exproductor sénior de Sega of America, Scot Bayless, atribuye el fracaso del mercado a la falta de dirección de Sega con el complemento. Según Bayless, «Fue un cambio de paradigma fundamental en el que casi no se pensó en las consecuencias. Honestamente, no creo que nadie en Sega hiciera la pregunta más importante: “¿Por qué?” Hay una regla que desarrollé durante mi tiempo como ingeniero en el negocio de la aviación militar: nunca te enamores de tu tecnología. Creo que ahí es donde el Mega-CD se descarriló. Toda la compañía se enamoró de la idea sin siquiera preguntando cómo afectaría a los juegos que hiciste». El productor de Sega of America, Michael Latham, dijo que «amaba» el Sega CD y que había sido dañado por una gran cantidad de «juegos de películas interactivas de Hollywood» en lugar de usarlo para hacer «simplemente grandes videojuegos». El expresidente de Sega Europe, Nick Alexander, dijo: «El Mega-CD era interesante, pero probablemente estaba mal concebido y fue visto como el producto provisional que era». Kalinske dijo que el Sega CD había sido una experiencia de aprendizaje importante para Sega para la programación de discos, y que no fue un error, pero no «tan dramáticamente diferente como tenía que ser».